# Kowarekake no Orgel
Kowarekake no Orgel (яп. こわれかけのオルゴール Коварэкакэ но оруго:ру, «Полусломанная музыкальная шкатулка») — тридцатиминутное аниме, сценаристом которого является Синъити Иноцумэ, а режиссёром — Кэйитиро Кавагути. Аниме было создано независимой группой ElectromagneticWave и впервые показано 28 декабря 2008 года на Комикете. DVD-диск с аниме был выпущен 31 декабря 2009 года в двух вариантах, обычном и специальном. По мотивам аниме был создан получасовой фильм, выпущенный 9 сентября 2010 года.

## Сюжет
Главный герой, музыкант Кэйитиро Кавада, находит на улице брошенного андроида и забирает его домой. Кэйитиро называет андроида «Цветочек». В прошлом юноша потерял всю свою семью в результате ДТП, из-за чего в его жизни наступила «черная полоса», и он забросил свою музыкальную группу. Однако появление Цветочка возвращает его к занятию музыкой - она подталкивает Кэйитиро снова начать играть на гитаре, тайно выучив от него мотив песенки и начав её напевать. Главный герой, в свою очередь, помогает андроиду обуздать окружающий мир.

## Персонажи
Кэйитиро Кавада — молодой японец, живущий один. Раньше он играл на гитаре в музыкальной группе, но прекратил вести эту деятельность после, того как его семья погибла в автомобильной аварии. Он религиозен, и регулярно молится за свою семью. Юноша является хоть и добрым и не антисоциальным человеком, однако часто замкнутым в себе и в размышлениях о прошлом.
- Сэйю: Тэцуя Какихара

Цветочек — андроид, которого на барахолке около храма оставил его предыдущий хозяин и которого обнаружил Кэйитиро в начале OVA. Сначала даже не включается, но вскоре начинает работать после того, как Кэйитиро берет её к себе домой. Она энергична, и любит напевать что-нибудь, несмотря на то, что не имеет никакого музыкального слуха. Она также страдает от краткосрочной потери памяти, из-за чего Кэйитиро покупает ей дневник, где она бы записывала свои воспоминания и яркие моменты. Она очень привязана к Кэйитиро, любит его, почему и пожелала остаться у него.
- Сэйю: Масуми Асано

## Музыка
Главную финальную тему, «Kowarekake no Orgel», а также песню «Keiichiro no Omoi» (яп. 敬一郎の思い) исполняет японская певица и автор песен Хироми Сато.